# Huari (Peru)
A cidade peruana de Huari é a capital da Província de Huari, situada no Departamento de Ancash, pertencente a Região de Ancash, Peru.